# Song Ji-woo
Song Ji-woo (kor. 송지우; ur. 15 grudnia 1997 w Anyang) – południowokoreańska aktorka.

## Życiorys
Song Ji-woo urodziła się 15 grudnia 1997 roku w miejscowości Anyang, w prowincji Gyeonggi.
Song Ji-woo studiowała na Koreańskim Narodowym Uniwersytecie Sztuki (kor. 한국예술종합학교).

## Kariera
Song Ji-woo współpracuje dla południowokoreańskiej agencji The Billions.

## Filmografia

### Filmy
- 2020: Mo-dan Geol jako Shin Joon-ryeo[4]

### Seriale
- 2019:
  - Ga-taek - yeo-in-deul-eui jeon-jaeng jako Jong-hee[5]
  - Eo-jjeo-da Bal-gyeon-han Ha-ru jako Park Ae-ri[6]
- 2021: Leo-beu-ssin-neom-beo# jako Oh Han-na[7]
- 2023: Wezwał cię czas jako Byeon Da-heyon[8]
- 2024:
  - Doktor Kryzys jako Do Hye-ji[9]
  - Squid Game (drugi sezon) jako Kang Mi-na (196)[10]

## Nagrody i nominacje
Song Ji-woo wygrała w 2024 roku Korea Hallyu Entertainment Awards w kategorii "Rising Star Award for Actress".